# 男性の消耗性
男性の消耗性（だんせいのしょうもうせい、英語：Male expendability）とは、ジェンダー研究において、男性の健康、幸福、生命は、女性の健康、幸福、生命よりも消耗的に扱われていると唱える研究であり、男性のそれらは女性と比較して人類の生存や人口にとって重要ではないとする仮説である。これは逆差別や男性差別および慈悲的性差別 (benevolent sexism) など両面価値的性差別 (Ambivalent sexism) に関連するものである。

## 概要
1975年にアーネスティン・フリードル(Ernestine Friedl) より提唱された概念であり、当初は命名されなかったものの人類学者により性別役割分業、一夫多妻制、母系制などの研究に用いられた。
この概念の説では、生殖に関する役割の違いにより、オス単体が複数のメスと子孫を残すことが可能であるとする考えを基盤とし、人類にとってもこれは同様である為、女性が多く男性が少ない集団の方が、男性が多く、女性が少ない集団よりも容易に生存・人口の維持ができるとしている。
また、これは慈悲的差別や男性差別にも起因しており、事故や災害や戦争などにおいて男性の方が女性と比較して犠牲になりやすいという側面としても現れている。